# 栗背噪鹛
栗背噪鹛（学名：Pterorhinus nuchalis），是画眉科噪鹛属的一种，分布于印度和缅甸。该物种的保护状况被评为近危。
栗背噪鹛的平均体重约为71.0克。栖息地包括亚热带或热带的湿润低地林、亚热带或热带的（低地）季节性湿润草原和亚热带或热带的（低地）湿润疏灌丛。